# Achatinella mustelina
Achatinella mustelina е вид сухоземно коремоного мекотело от семейство Achatinellidae, островен ендемит.

## Разпространение и местообитания
Видът е разпространен на остров Оаху, Хавайски острови в неговата южна част в планината Waianae. Горски представител срещан на надморска височина от 600 до 1158 метра. Видът е типичен горски представител, който се среща по дърветата при типични тропически условия.

## Описание
При Achatinella mustelina се наблюдават вариации във форма, размери и оцветяване на черупката. Възрастните са с дължина от 19 – 24 mm. Черупките са с лъскава повърхност и обикновено са кафяви със светли ленти, които обикалят спирално черупката. Ивиците могат да бъдат и в комбинация от бяла, кафява и черна. Черупките са ляво или дясно навити с пет до седем навивки.

## Размножаване
Achatinella mustelina е хермафродитен вид, който може да се самоопложда и е живораждаща. Малките охлювчета се раждат с размери около 4,5 mm и ежегодно нарастват с около 2 mm. Полова зрялост настъпва малко преди да достигнат максималния си размер. Живеят до 15 – 20 години

## Поведение
Видът се храни основно нощем с растителна храна или гъби.

## Неприятели
Естествени врагове са различни видове плъхове. Интродукцията на хищния охлюв Euglandina rosea довежда до рязко съкращаване на числеността на вида и довеждането му до границата на изчезване.